# 小林義光
小林 義光（こばやし よしみつ、1948年〈昭和23年〉1月16日 - ）は、日本の政治家。元山梨県都留市長（4期）。元山梨県議会議員（3期）。

## 来歴
山梨県出身。1966年、山梨県立都留高等学校、1970年、日本大学理工学部卒。卒業後は帰郷し、地元の丸大産業に入社する。1975年、同社の社長に就任。1986年、都留青年会議所理事長に就任。翌1987年、山梨県議会議員に無所属で立候補して初当選（のち自由民主党）。県議を3期務め、1997年に議長に就任。同年、都留市長選挙に立候補し当選する。市長は4期務め、2013年に退任した。2022年4月 令和4年春の叙勲で旭日中綬章を受章。